# Decidualisatie

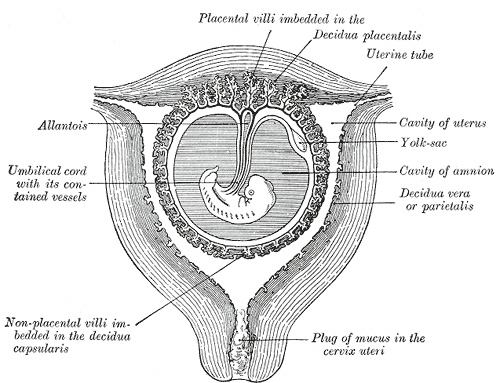
Doorsnedeplan van de zwangere baarmoeder in de derde en vierde maand.

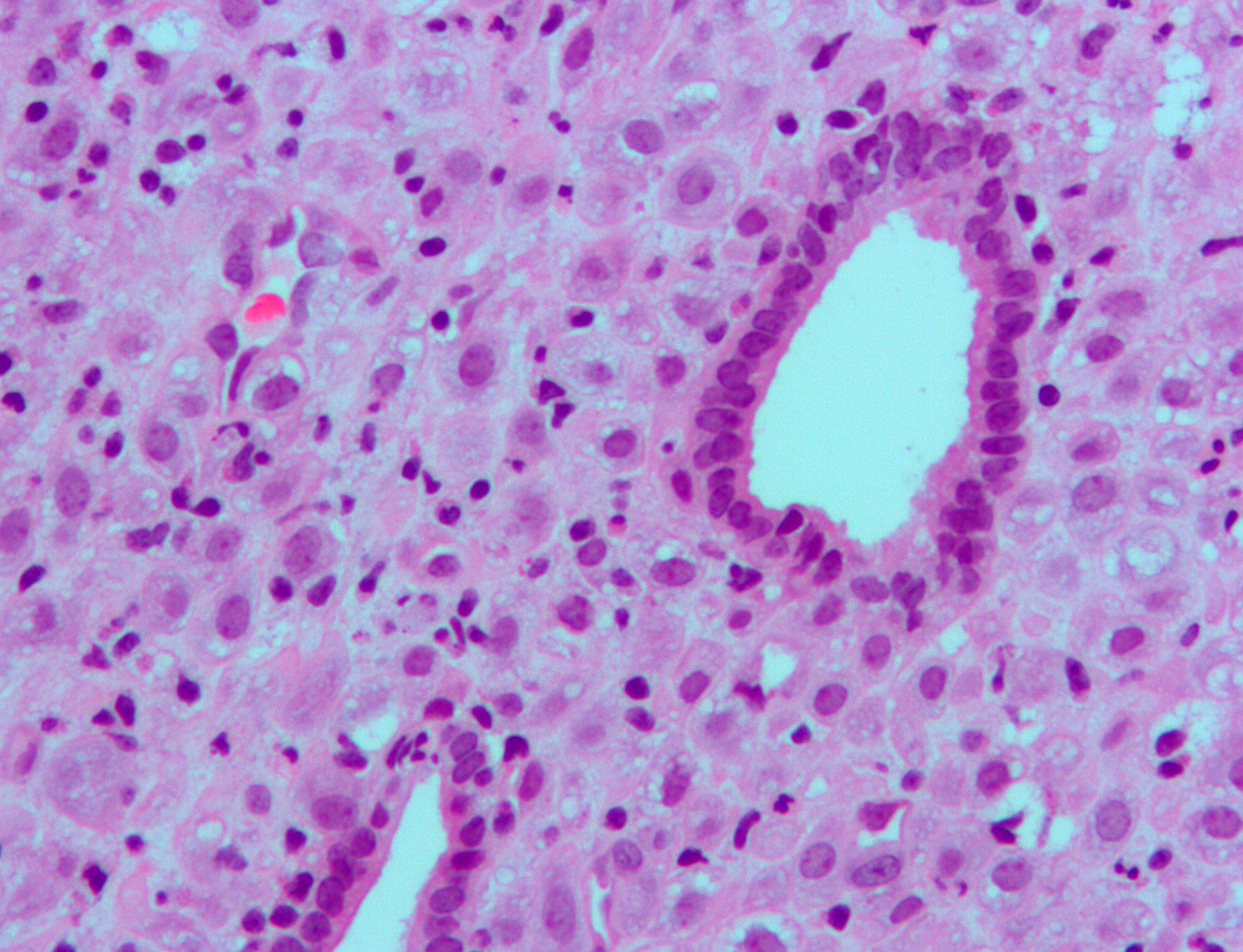
Microfoto die decidualisatie van het endometrium laat zien als gevolg van exogeen progesteron (orale anticonceptiepil). H&E-kleuring.

Baarmoederarteriële vasculatuur met myometrium en endometrium (baarmoederslijmvlies).

Decidualisatie is een proces dat resulteert in significante veranderingen in de cellen van het baarmoederslijmvlies ter voorbereiding op en tijdens zwangerschap. Dit omvat morfologische en functionele veranderingen (de deciduale reactie) aan endometriale stromacellen (ESC's), de aanwezigheid van deciduale witte bloedcellen (leukocyten) en vasculaire veranderingen in de slagaders van de moeder. De som van deze veranderingen heeft tot gevolg dat het baarmoederslijmvlies verandert in een structuur die de decidua wordt genoemd. Bij mensen wordt de decidua afgestoten tijdens de bevalling.
Decidualisatie speelt een belangrijke rol bij het bevorderen van de placentavorming tussen een moeder en haar foetus door te helpen bij de invasie van trofoblastcellen. Het veroorzaakt ook de productie van cellulaire en moleculaire factoren die resulteren in structurele veranderingen, of hermodellering, van de moederlijke spiraalslagaders. Decidualisatie is vereist bij sommige zoogdiersoorten waarbij innesteling en trofoblastcelinvasie van het baarmoederslijmvlies plaatsvindt, ook bekend als hemochoriale placentatie. Hierdoor kan het bloed van de moeder in direct contact komen met het foetale chorion, een membraan tussen de weefsels van de foetus en de moeder, en is er uitwisseling van voedingsstoffen en gas mogelijk. Decidualisatie-achtige reacties zijn echter ook waargenomen bij sommige soorten die geen hemochoriale placentatie hebben.
Bij mensen vindt decidualisatie plaats na de ovulatie tijdens de menstruatiecyclus. Na innesteling van het embryo (blastocyste) ontwikkelt de decidua zich verder om te helpen bij de vorming van de placenta. Als er geen innesteling plaatsvindt, wordt de gedecidualiseerde baamoederslijmvliesbekleding afgestoten en treedt menstruatie op. Bij diersoorten die geen menstruatie hebben wordt deze weer opgenomen in het bloed. In soorten met menstruatie treedt decidualisatie op als gevolg van moederlijke hormonen. Bij niet-menstruerende soorten, zoals koeien en schapen, is decidualisatie niet-spontaan, wat betekent dat het alleen gebeurt nadat er externe signalen zijn van een ingenesteld embryo.

## Overzicht

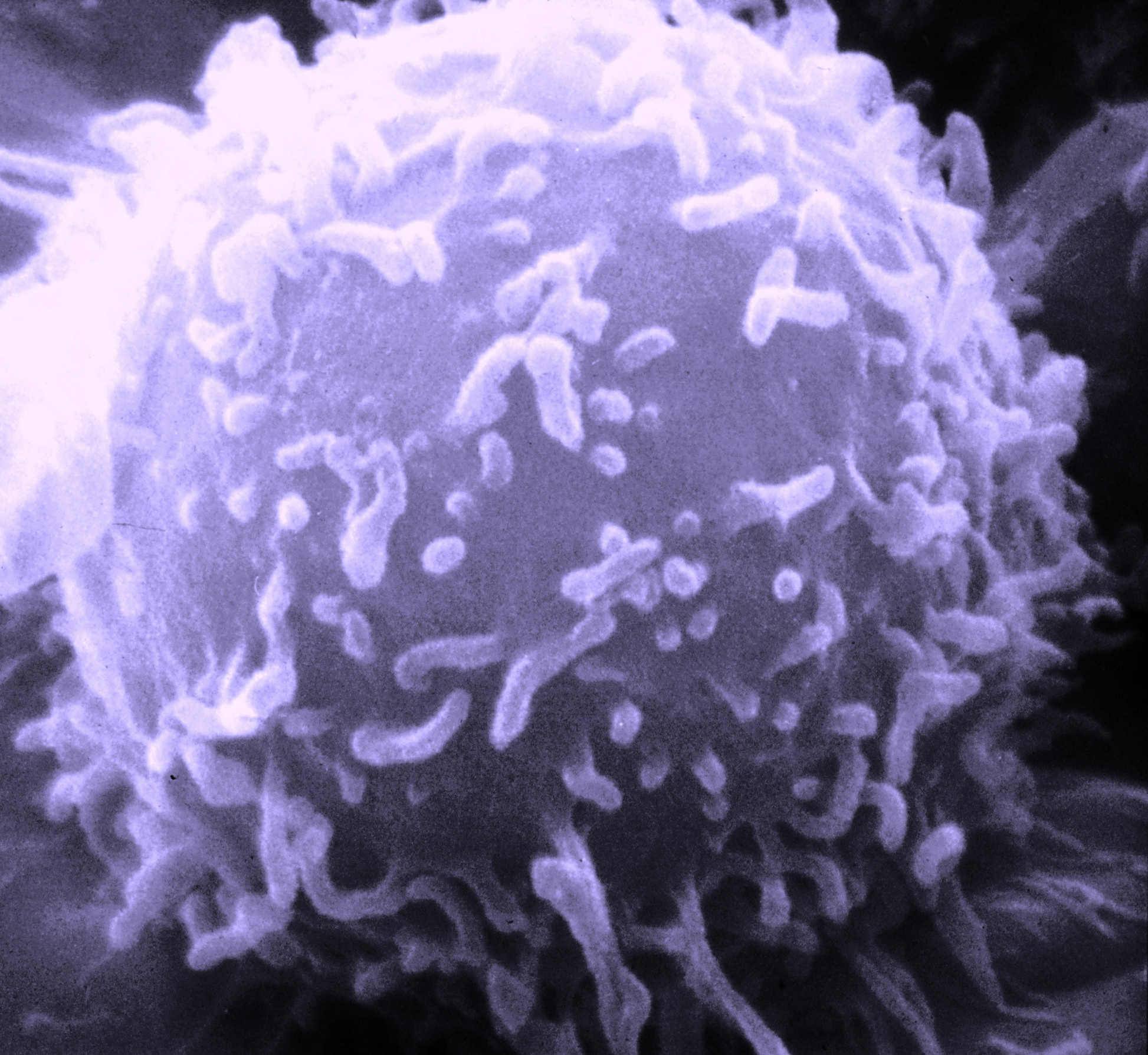
SEM-afbeelding van een menselijke lymfocyt (lymfocyten bestaan tijdens de zwangerschap uit 70% uNK-cellen

Na de ovulatie brengen de hoge niveaus van progesteron de moleculaire veranderingen op gang die leiden tot decidualisatie. Het proces veroorzaakt een instroom van deciduale witte bloedcellen (leukocyten), samen met morfologische en functionele veranderingen van endometriale stromacellen (ESC's). De veranderingen in de ESC's hebben tot gevolg dat het baarmoederslijmvlies een uitscheidende bekleding ontwikkelt die baarmoedermelk met een verscheidenheid aan eiwitten, cytokine en groeifactor produceert. Deze uitgescheiden stoffen zullen de invasie van trofoblastcellen reguleren die uiteindelijk de placenta-verbinding vormen als een embryo zich in de decidua nestelt.

### Deciduale witte bloedcellen
Een van de kenmerken voor het vaststellen van de aanwezigheid van de decidua zijn de grote aantallen witte bloedcellen die meestal bestaan uit gespecialiseerde NK-cellen (uteriene (baarmoeder) NK-cellen (uNK-cellen) en enkele dendritische zenuwcellen. Omdat het embryo uit zowel moederlijk als vaderlijk DNA bestaat, spelen de deciduale witte bloedcellen een rol bij het onderdrukken van de immuunrespons van de moeder om te voorkomen dat het embryo als genetisch vreemd wordt behandeld. Buiten hun immuunfuncties fungeren de uNK-cellen en dendrietische zenuwcellen ook als regulatoren bij het vormen van de spiraalslagaders van de moeder en ESC-differentiatie.

### Endometriale stromale cellen (ESC's)
ESC's zijn de bindweefselcellen van het baarmoederslijmvlies die er fibroblastisch uitzien. Decidualisatie zorgt er echter voor dat ze opzwellen en een epitheelcelachtig uiterlijk aannemen als gevolg van de ophoping van glycogeen en lipide druppeltjes. Bovendien beginnen ze cytokinen, groeifactoren en eiwitten zoals IGFBP1 en prolactine uit te scheiden, samen met extracellulaire matrix (ECM) eiwitten zoals fibronectine en laminine. De verhoogde productie van deze ECM-eiwitten verandert het baarmoederslijmvlies in de dichte structuur die bekend staat als de decidua, die stoffen produceert die de aanhechting van trofoblasten bevorderen en een overdreven agressieve invasie remmen.

## Tijdens de zwangerschap

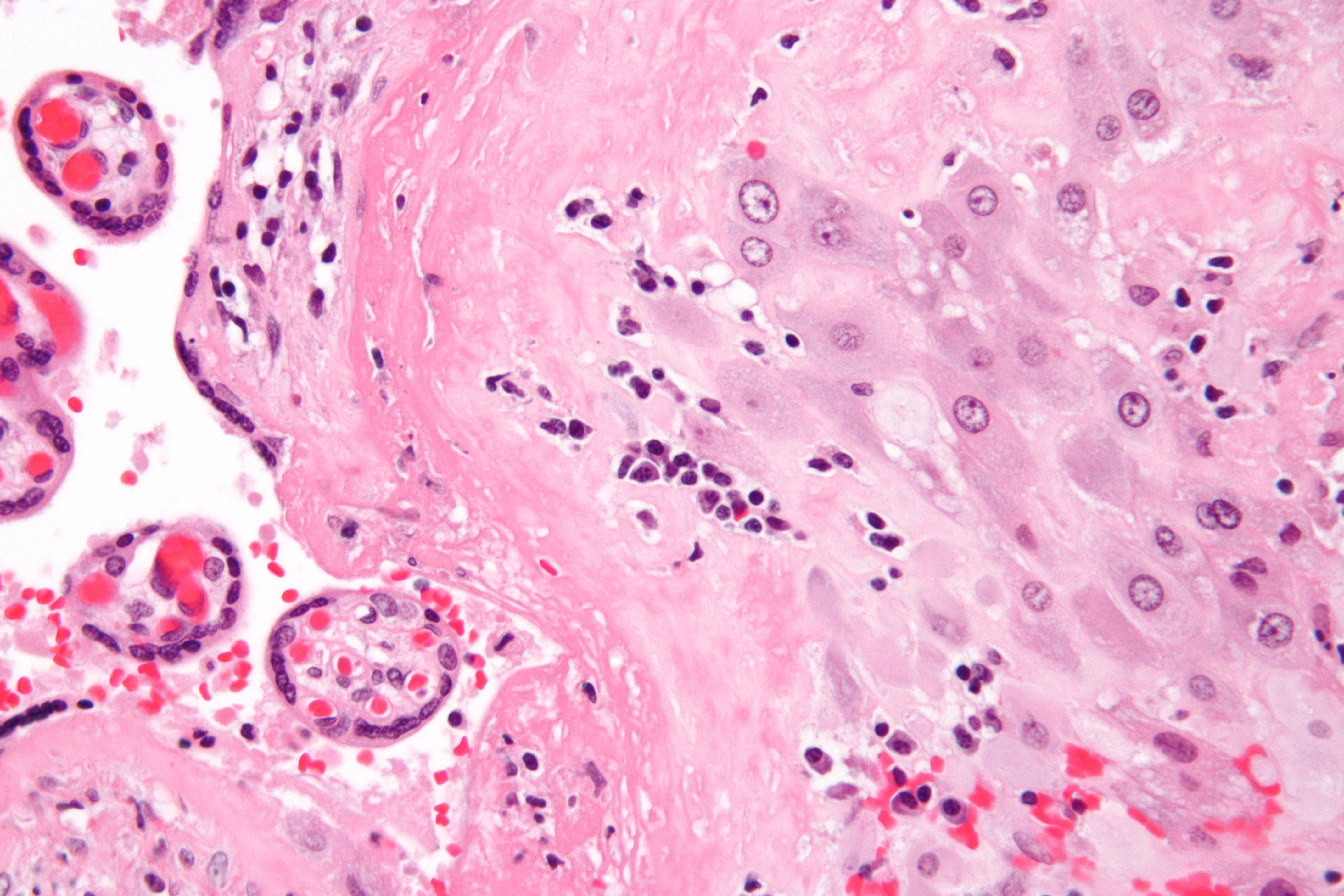
Een chronische deciduitis met de karakteristieke plasmacellen. H&E-kleuring.

De deciduale reactie vindt plaats in de zeer vroege zwangerschap in het gebied waar de blastocyste in contact komt met de decidua. Het bestaat uit een toename van de uitscheidingsfuncties van het baarmoederslijmvlies op de innestelingsplaats, evenals uit een omringend stroma dat oedeem-achtig wordt.
De deciduale reactie komt alleen voor bij mensen en een paar andere diersoorten. De deciduale reactie en decidua zijn niet vereist voor innesteling. Bewijs kan worden ontleend aan het feit dat bij buitenbaarmoederlijke zwangerschappen en hysterectomieën innesteling overal in de buik-bekkenholte kan plaatsvinden.

## Rol bij ziekten en aandoeningen
Afwijkingen in de decidualisatie zijn betrokken bij ziekten zoals endometriose, waarbij verminderde decidualisatie leidt tot ectopische groei van baarmoederweefsel. Gebrek aan decidualisatie is ook in verband gebracht met hogere aantallen miskramen.
Chronische deciduitis, een chronische ontsteking van de decidua, is in verband gebracht met vroeggeboorte.